# Bagno a Ripoli
Bagno a Ripoli est une ville italienne d'environ 26 000 habitants, située dans la ville métropolitaine de Florence en Toscane, dans l'Italie centrale.

## Géographie

### Hameaux
Les frazioni (lieux-dits) de Bagno a Ripoli sont : Antella, Candeli, le Gualchiere, Grassina, Lappeggi, Ponte a Ema, Osteria Nuova, Rimaggio, San Donato in Collina, Terzano, Vallina et Villamagna.

### Communes limitrophes
Les communes limitrophes de Bagno a Ripoli sont : Fiesole, Florence, Greve in Chianti, Impruneta, Pontassieve et Rignano sull'Arno.

## Administration
| Période                                  | Période  | Identité          | Étiquette | Qualité |
| ---------------------------------------- | -------- | ----------------- | --------- | ------- |
| 2004                                     | 2009     | Luciano Bartolini | PD        |         |
| 7 juin 2009                              | En cours | Luciano Bartolini | PD        |         |
| Les données manquantes sont à compléter. |          |                   |           |         |

## Culture et patrimoine
- Château de Quarate
- Château de Montauto
- Le Cimitero Monumentale della Misericordia (Antella) (it) où sont enterrés notamment : Pio Fedi, Galileo Chini...
- Fonte della Fata Morgana
- Villa de Mondeggi
- Villa Il Riposo
- Villa Medicea di Lappeggi
- Villa Medicea di Lilliano

## Personnalité liée à la commune
- Lidio Cipriani (1892-1962), anthropologue et ethnologue né à Bagno a Ripoli
- Maria Andrea Virgilio (1996-), archère née à Bagno a Ripoli